# Diacylglycerol
Diacylglyceroler, diglycerider eller DAG är en grupp fettliknande kemiska föreningar med biologisk betydelse, som består av en glycerolgrupp där två av OH-grupperna har acylerats med fettsyrekedjor, som kan vara olika. Det finns två möjliga former, 1,2-diacylglyceroler och 1,3-diacylglyceroler. Diglycerider är naturliga komponenter i matfetter, men mindre i jämförelse med triglycerider. DAG kan fungera som ytaktiva ämnen och används vanligtvis som emulgeringsmedel i bearbetade livsmedel. DAG-berikad olja (särskilt 1,3-DAG) har undersökts omfattande som en fettersättning på grund av dess förmåga att undertrycka ansamlingen av kroppsfett.

## Produktion
Diglycerider är en mindre komponent i många fröoljor och är normalt närvarande i ca 1–6 procent eller i fallet med bomullsfröolja så mycket som 10 procent. Industriell produktion uppnås främst genom en glycerolysreaktion mellan triglycerider och glycerol. Råvarorna för detta kan vara antingen vegetabiliska oljor eller animaliska fetter.

## Livsmedelstillsats
Diglycerider, vanligtvis i blandning med monoglycerider (E471), är vanliga livsmedelstillsatser som till stor del används som emulgeringsmedel. Värdena som anges i näringsdeklarationerna för totalt fett, mättat fett och transfetter omfattar inte de som finns i mono- och diglycerider. De ingår ofta i bageriprodukter, drycker, glass, jordnötssmör, tuggummi, matfett, vispad toppings, margarin, konfekt och några snacksprodukter, som Pringles. 

## Biologiska funktioner

### Aktivering av proteinkinas C

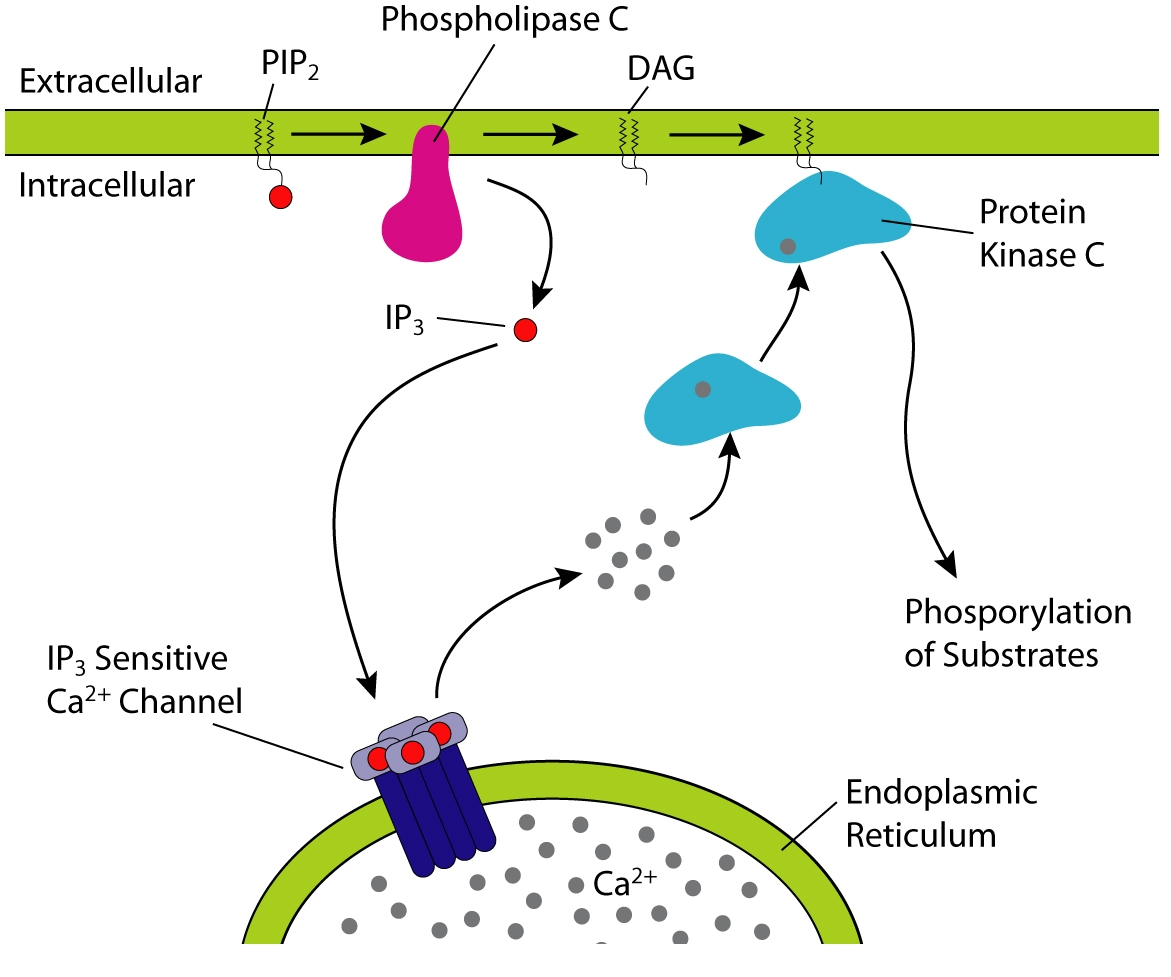
PIP2-klyvning till IP3 och DAG initierar intracellulär kalciumfrisättning och PKC-aktivering. Obs: PLC är inte en mellanprodukt som bilden kan tydas som, den katalyserar faktiskt IP3/DAG-separationen

Diacylglyceroler återfinns i cellmembranet, där de bildas när fosfatidylinositolbisfosfat klyvs av fosfolipas c, som en del av en signaltransduktionskedja. DAG rekryterar fosfokinas c till cellmembranet, där det aktiveras.
Vid biokemisk signalering fungerar diacylglycerol som en andra budbärare som signalerar lipid och är en produkt av hydrolysen av fosfolipiden fosfatidylinositol 4,5-bisfosfat (PIP 2 ) av enzymet fosfolipas C (PLC) (ett membranbundet enzym) som, genom samma reaktion, producerar inositoltrisfosfat (IP 3). Även om inositoltrisfosfat diffunderar in i cytosolen, stannar diacylglycerol kvar i plasmamembranet, på grund av dess hydrofoba egenskaper. IP 3 stimulerar frisättningen av kalciumjoner från det släta endoplasmatiska retikulumet, medan DAG är en fysiologisk aktivator av proteinkinas C (PKC). Produktionen av DAG i membranet underlättar förflyttning av PKC från cytosolen till plasmamembranet. 

### Munc13-aktivering
Diacylglycerol har visat sig utöva några av sina excitatoriska effekter på vesikelfrisättning genom interaktioner med den presynaptiska primingproteinfamiljen Munc13. Bindning av DAG till C1-domänen av Munc13 ökar fusionskompetensen hos synaptiska vesiklar, vilket resulterar i förstärkt frisättning.
Diacylglycerol kan efterliknas av de tumörfrämjande föreningarna forbolestrar.

### Andra
Förutom att aktivera PKC har diacylglycerol ett antal andra funktioner i cellen som:
- en källa för prostaglandiner
- en föregångare till endocannabinoiden 2-arakidonoylglycerol
- en aktivator av en underfamilj av transient receptor potential canonical (TRPC) katjonkanaler, TRPC3/6/7.

## Metabolism

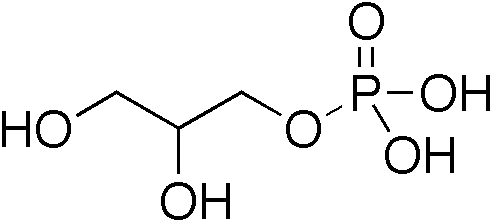
Glycerol-3-fosfat

Syntesen av diacylglycerol börjar med glycerol-3-fosfat, som härrör huvudsakligen från dihydroxiacetonfosfat, en produkt av glykolys (vanligtvis i cytoplasman av lever- eller fettvävnadsceller). Glycerol-3-fosfat acyleras först med acyl-koenzym A (acyl-CoA) för att bilda lysofosfatidinsyra, som sedan acyleras med en annan molekyl av acyl-CoA för att ge fosfatidinsyra. Fosfatidinsyra avfosforyleras sedan för att bilda diacylglycerol. 
Kostfett består huvudsakligen av triglycerider. Eftersom triglycerider inte kan absorberas av matsmältningssystemet, måste triglycerider först enzymatiskt smältas till monoacylglycerol, diacylglycerol eller fria fettsyror. Diacylglycerol är en föregångare till triacylglycerol (triglycerid), som bildas genom tillsats av en tredje fettsyra till diacylglycerolen under katalys av diglyceridacyltransferas.
Eftersom diacylglycerol syntetiseras via fosfatidinsyra, kommer den vanligtvis att innehålla en mättad fettsyra vid C-1-positionen på glyceroldelen och en omättad fettsyra vid C-2-positionen.
Diacylglycerol kan fosforyleras till fosfatidinsyra med diacylglycerolkinas.

## Insulinresistens
Aktivering av PKC-θ av diacylglycerol kan orsaka insulinresistens i muskler genom att minska IRS1-associerad PI3K-aktivitet. På liknande sätt kan aktivering av PKCε av diacyglycerol orsaka insulinresistens i levern.